# هالژه
هالژه (به چکی: Halže) یک منطقهٔ مسکونی در جمهوری چک است که در ناحیه تاخوو واقع شده‌است. هالژه ۹۸۱ نفر جمعیت دارد.